# 瓦尔豪森 (科赫姆-采尔县)
瓦尔豪森（德語：Walhausen，發音：[ˈvalˌhaʊzn̩]）是德国莱茵兰-普法尔茨州科赫姆-采尔县的市镇，总面积2.27平方千米，2023年12月31日总人口为227人。